# ギンヨウアカシア
ギンヨウアカシア（銀葉金合歓、銀葉アカシア、学名：Acacia baileyana）は、マメ目マメ科ネムノキ亜科アカシア属の1種。日本語では「ハナアカシア」ともいうほか、「ミモザ」「ミモザアカシア」とも呼ばれるが、後2者は流通名として広まったもので、本来の「ミモザ」は本種が属するアカシア属とは異なるオジギソウ属（学名：Mimosa）の植物の総称である。

## 形質
オーストラリア原産。常緑高木である。
葉は銀色を帯びており、和名の「ギンヨウ（銀葉）」はこれに由来する。形状は一回偶数羽状複葉である。1月から3月にかけてが花期であり、山吹色（ヤマブキの花の色。赤みを帯びた彩度の強い黄色。）より心持ち淡い色の花が総状に集まり、花序を構成する（総状花序）。
よく似た仲間に同属のフサアカシアがある。
根の張りが浅い一方で生長が早く樹形が崩れやすいうえ、萌芽力も旺盛であることから、育てる際には毎年の剪定が必須とされる。

## 分類
本種は1888年にフェルディナント・フォン・ミュラーによって記載された。

### シノニム
- Acacia baileyana F.Muell. var. aurea Pescott
- Acacia baileyana F.Muell. var. purpurea F.Muell.
- Racosperma baileyanum (F.Muell. Pedley)

## ギャラリー

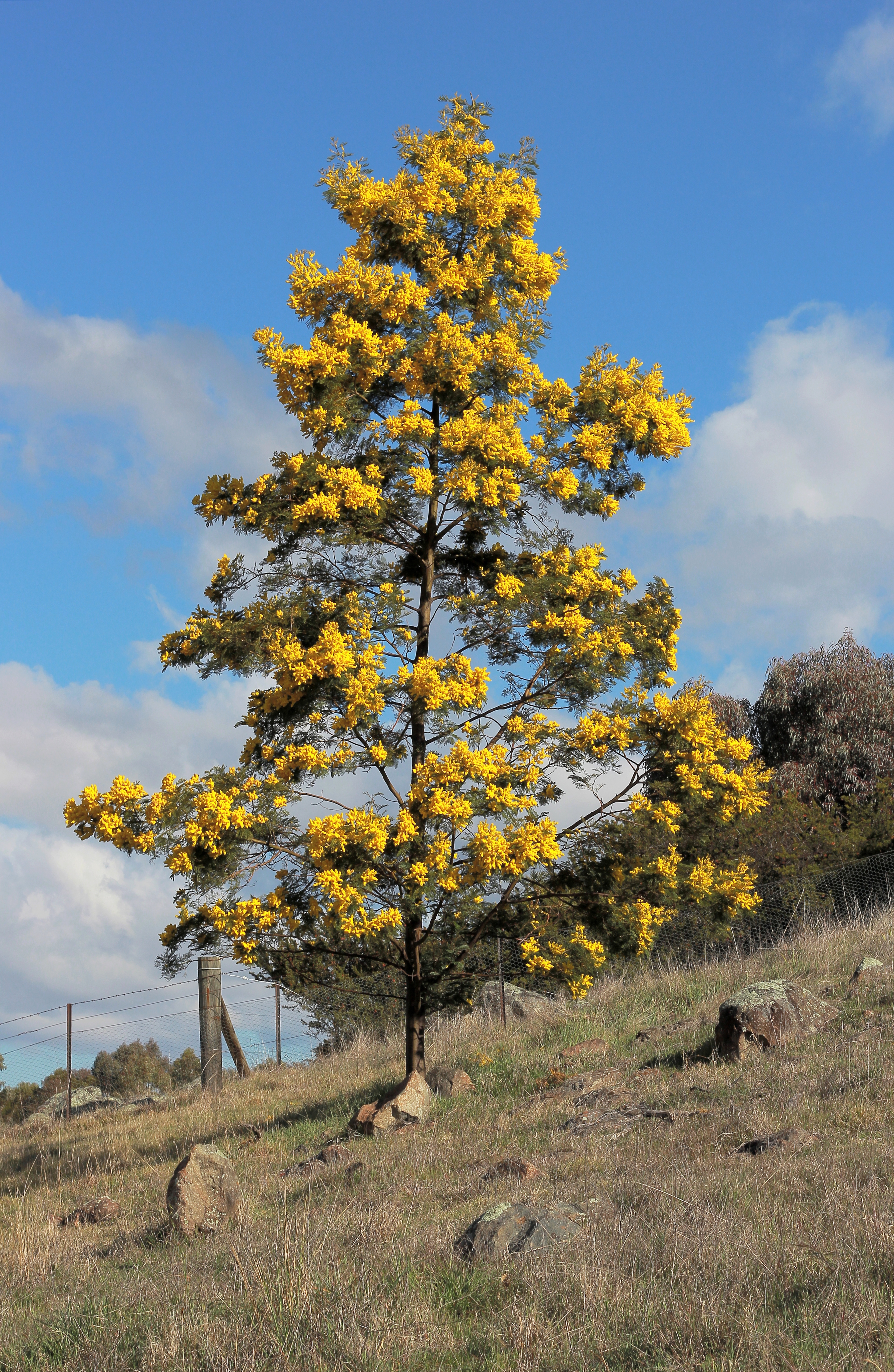
オーストラリア、キャンベラの晴れた冬の日の本種
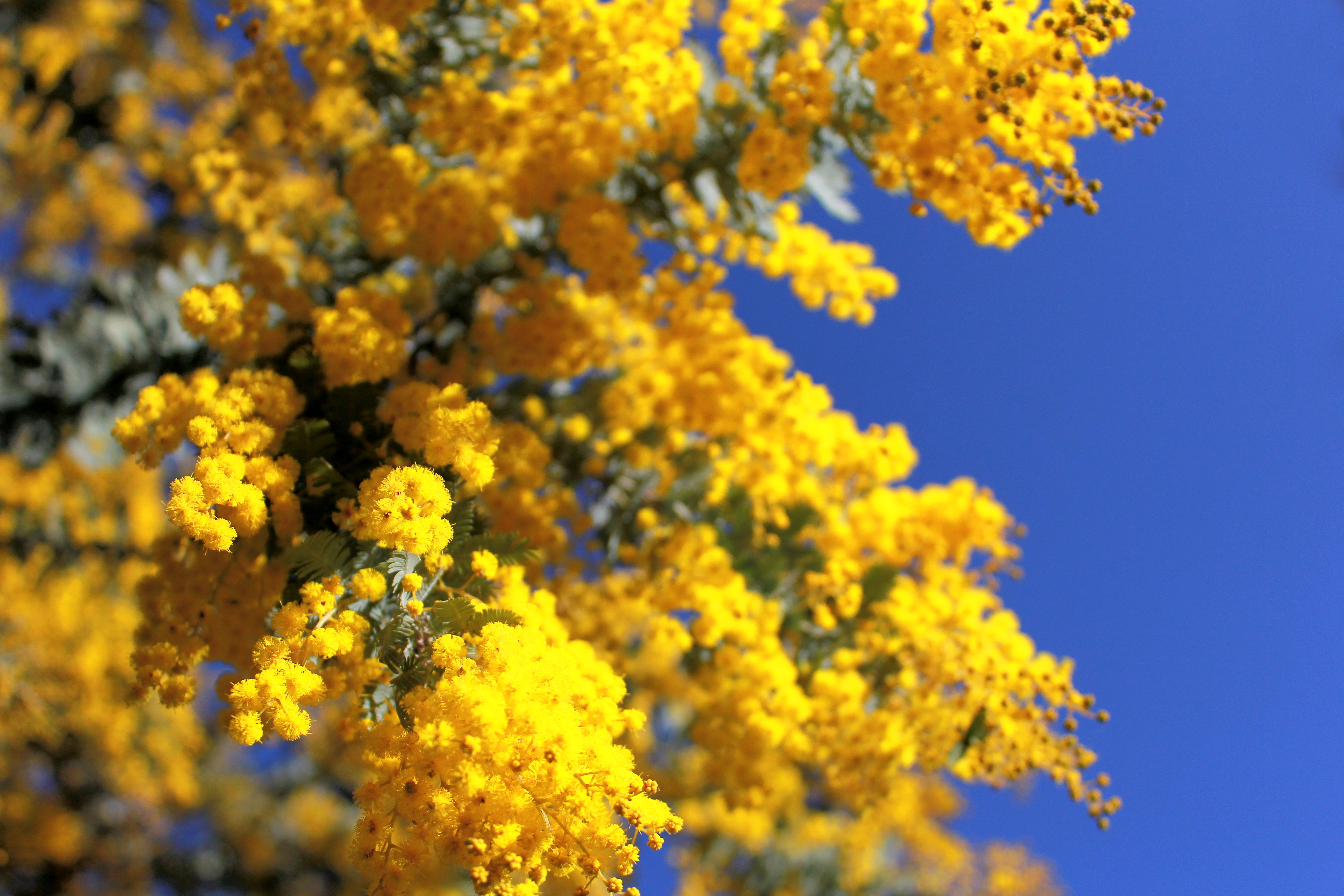
オーストラリア、キャンベラの晴れた春の日の本種
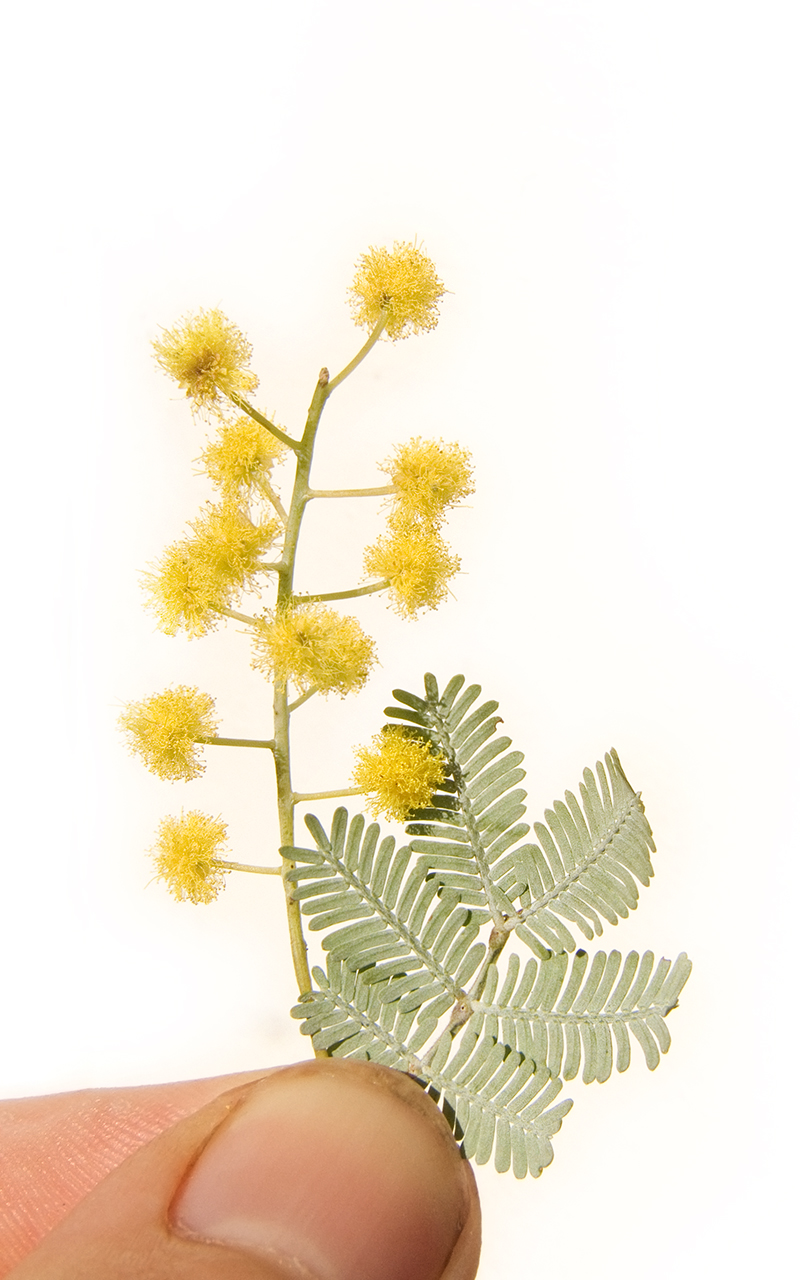
花と葉
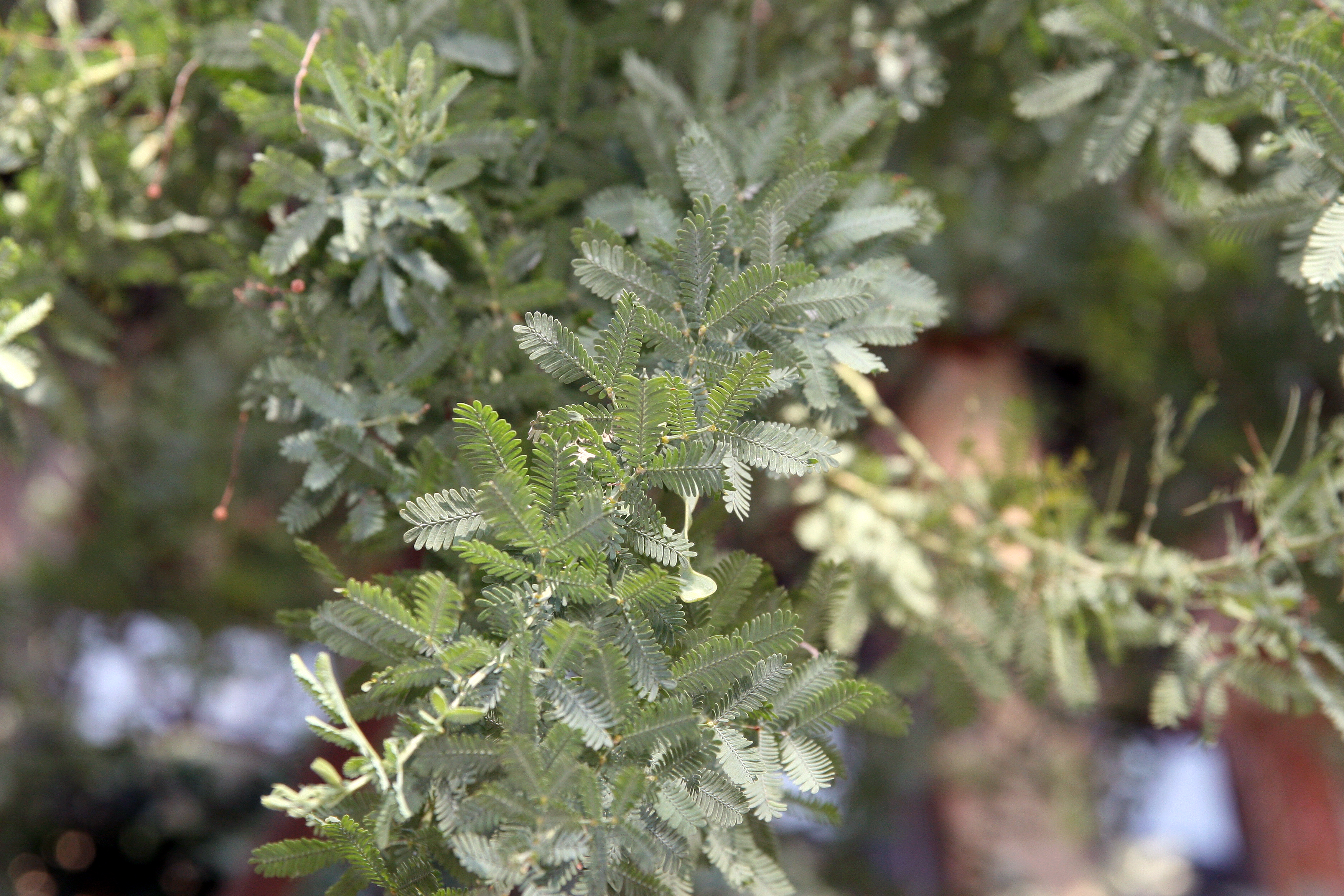
葉の様子
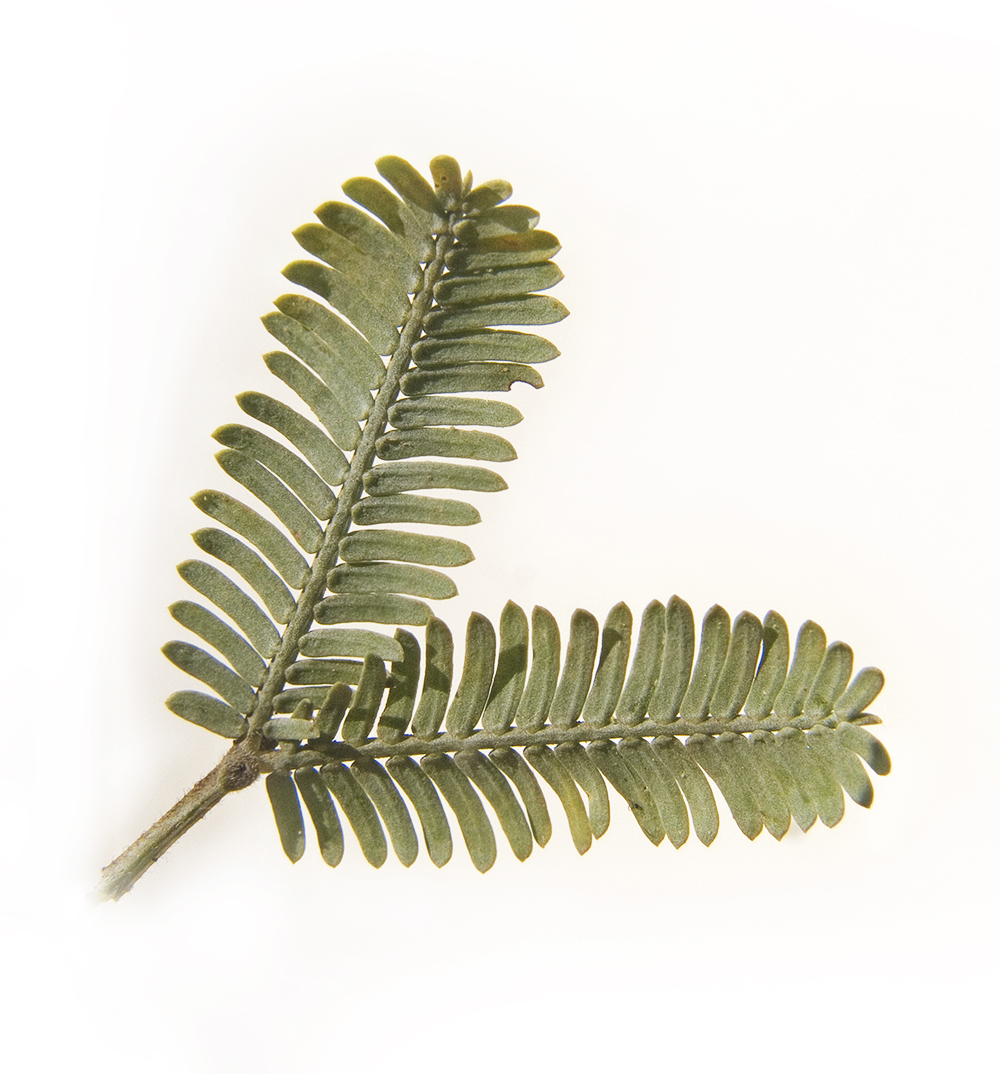
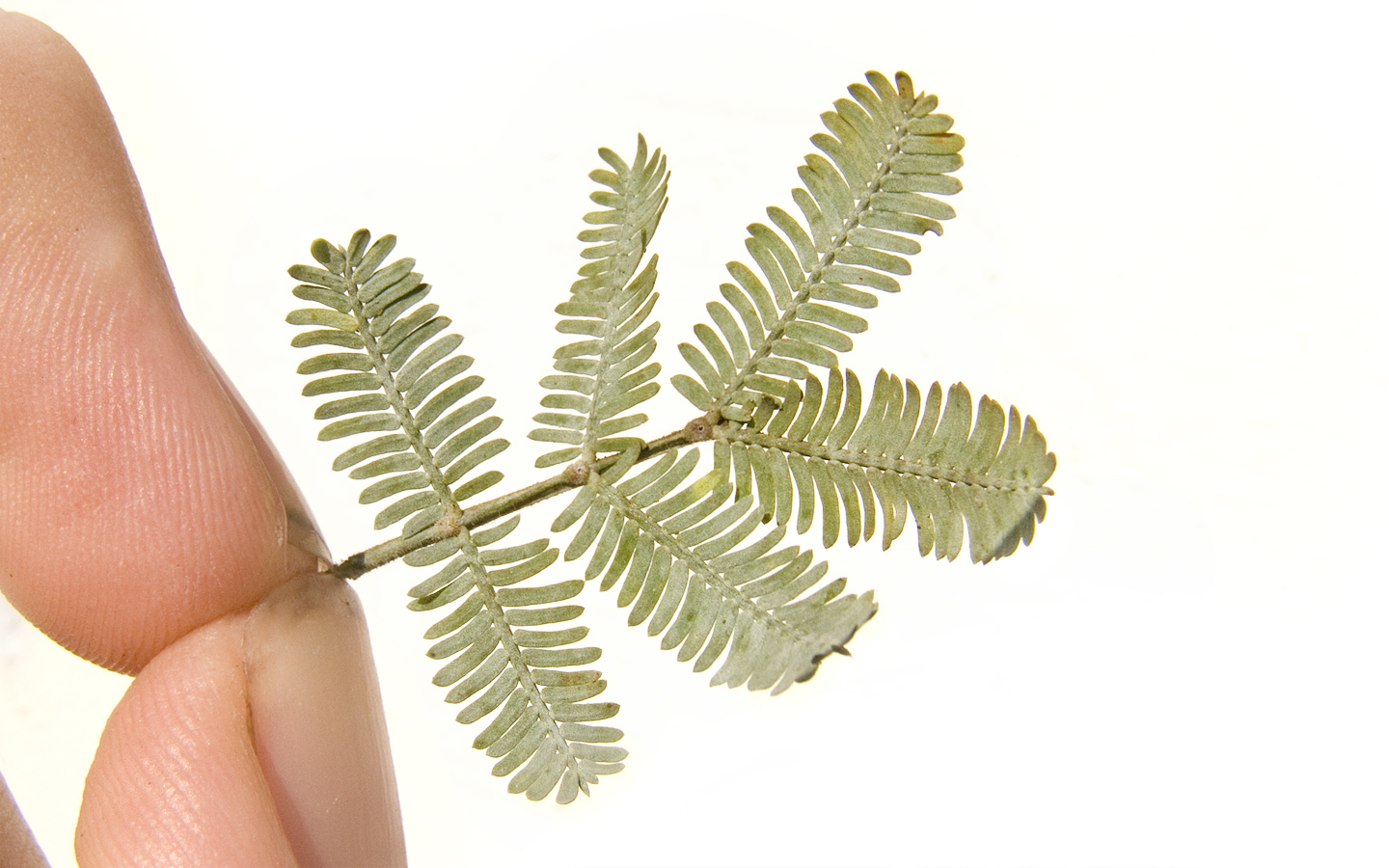
頂小葉は無く、偶数羽状である。
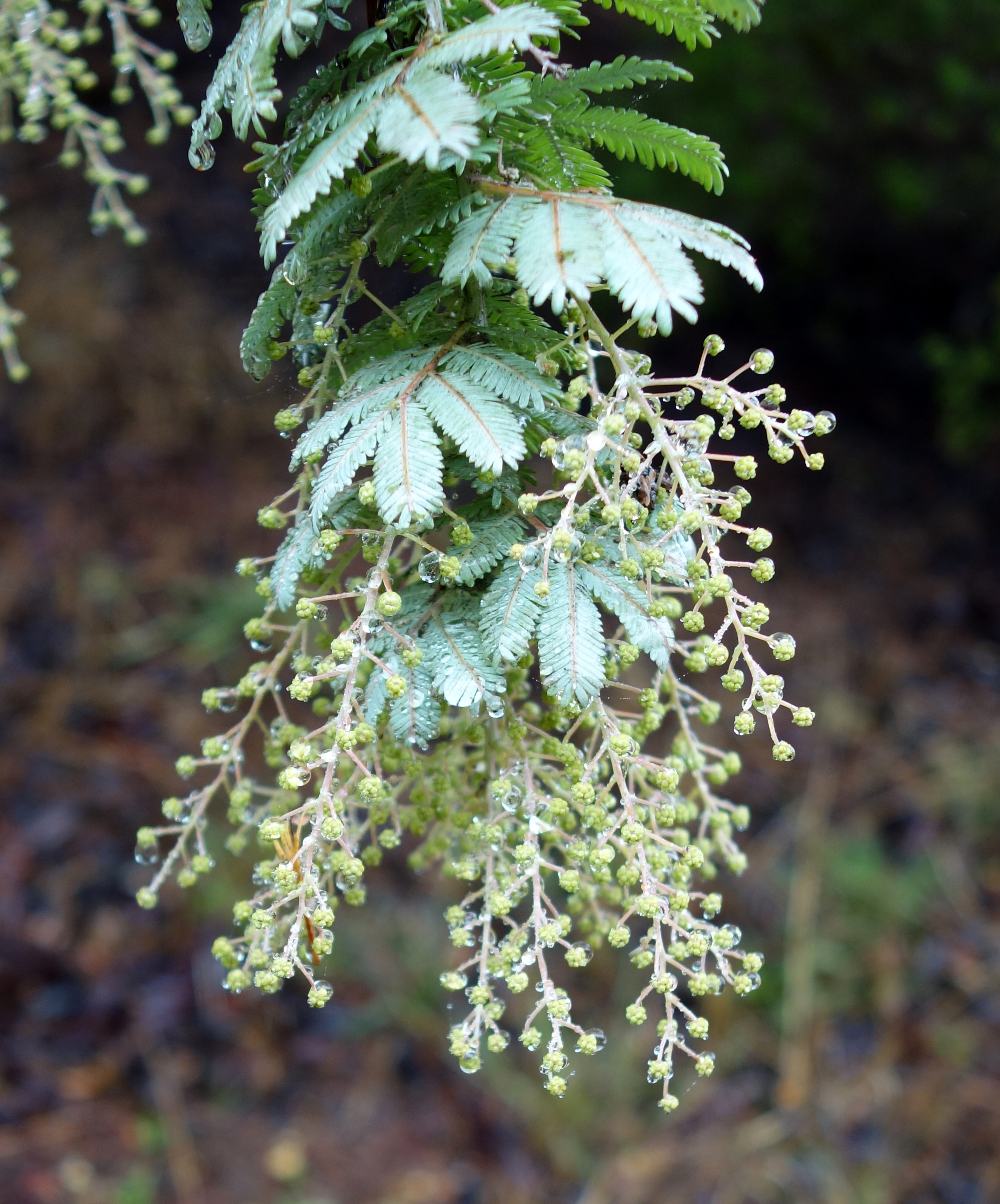
カリフォルニア大学サンタクルーズ校の樹木園 (cf.) にある標本。
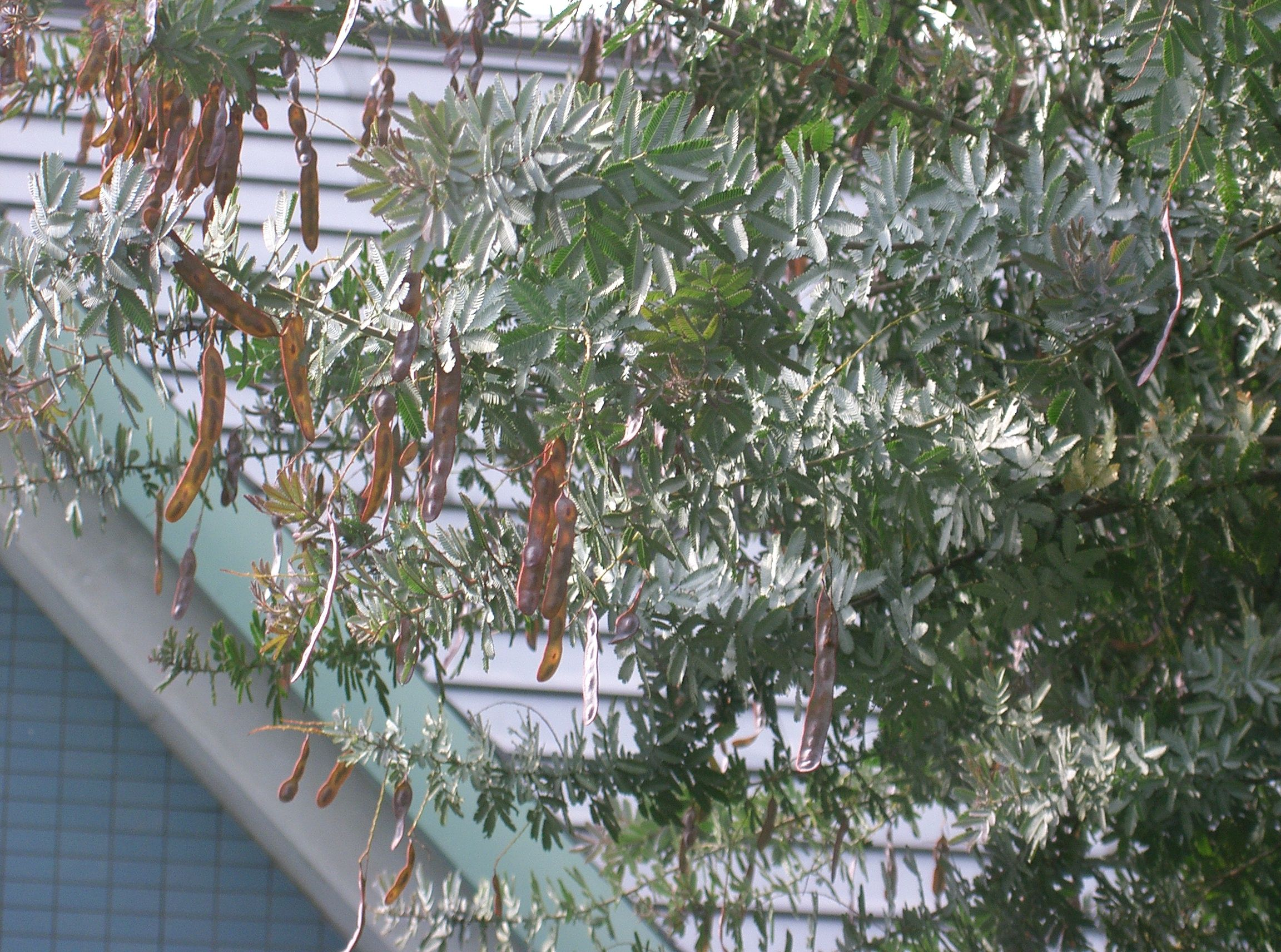
結実した本種。その形状からマメの仲間であることがよく分かる。
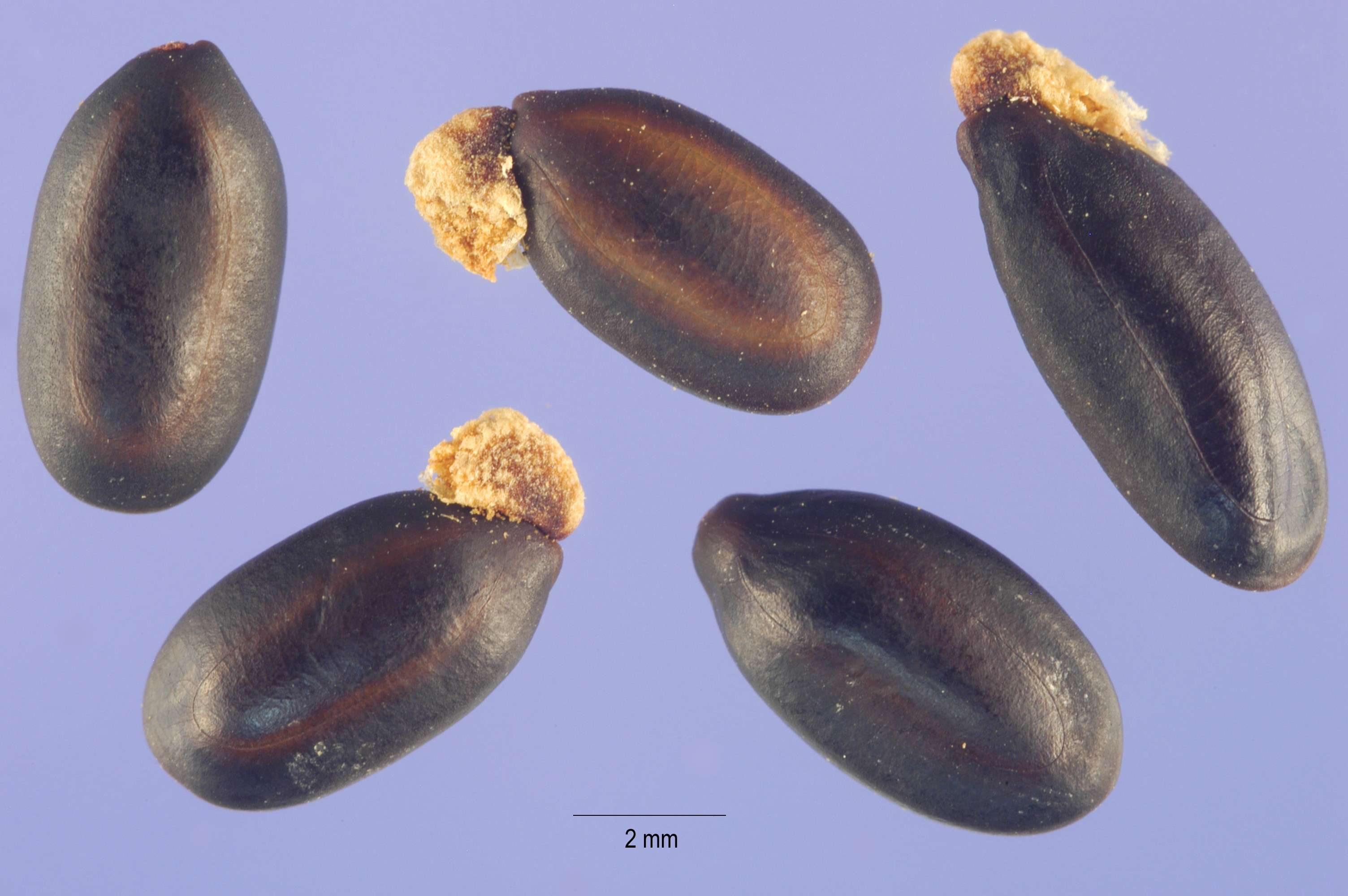
種子
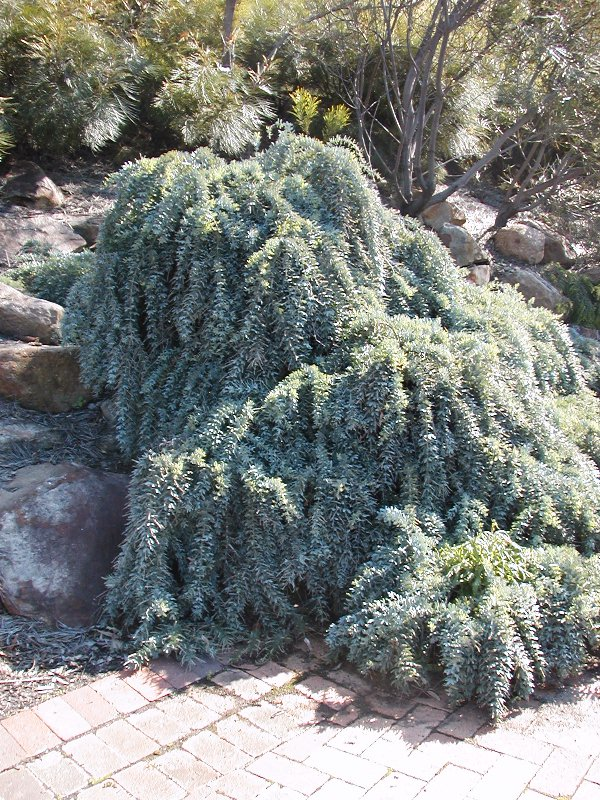
オーストラリアのイラワラにあるイラワラ・グレヴィリア・パークの敷地内で栽培中の本種。
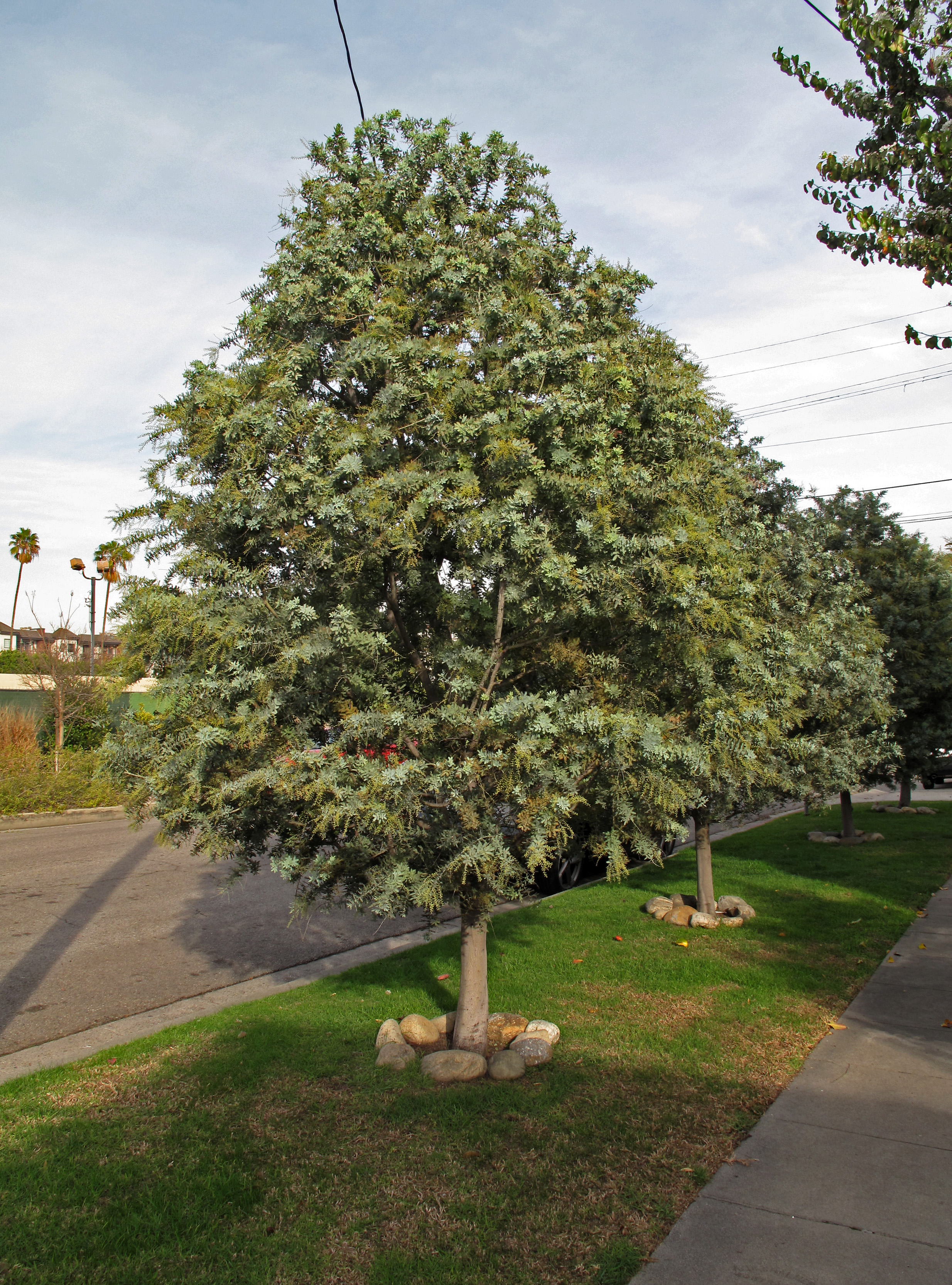
ロサンゼルスのミッドウィルシャー（英語版）にて。街路樹に利用されている本種。ただし、この地域では珍しい例であるという。